# Lista de brasileiros no COI
Foram membros brasileiros no Comitê Olímpico Internacional, desde a sua criação, até 2012:
- Raul do Rio Branco, de 1913 a 1938
- Arnaldo Guinle, de 1923 a 1961
- Antonio do Prado Júnior, de 1938 a 1955;
- José Ferreira dos Santos, de 1923 a 1963
- João Havelange, de 1963 a 2012
- Sylvio de Magalhães Padilha, de 1963 a 2002 (de 1995 a 2002 como membro honorário)
- Carlos Arthur Nuzman, de 2000 a 2012 (Nuzman completou setenta anos em 17 de março de 2012, pelo que, segundo a Carta Olímpica, ao final daquele ano deixou de ser membro efetivo do Comitê Olímpico Internacional e passou a integrar a entidade como membro honorário)

Desses membros, José Ferreira dos Santos e Sylvio de Magalhães Padilha integraram a Comissão Executiva do Comitê Olímpico Internacional. Sylvio foi também vice-presidente do Comitê Olímpico Internacional, de 1975 a 1978.
1. ↑  Sylvio de Magalhães Padilha
2. ↑  1920-1932: Brazil at the early Olympic Games